# Hady Habib
Hady Habib (21 de agosto de 1998) es un tenista libanés nacido en Estados Unidos.
Su ranking ATP más alto de individuales fue el número 216, logrado el 2 de diciembre de 2024. Su ranking ATP más alto de dobles fue el número 275, logrado el 2 de diciembre de 2024.
Habib hizo su debut en el cuadro principal de Grand Slam luego de pasar la clasificación en el Abierto de Australia 2025.

## Títulos ATP Challenger (4; 1+3)

### Individuales (1)
| N.º | Fecha                   | Torneo | Superficie | Oponente             | Resultado           |
| --- | ----------------------- | ------ | ---------- | -------------------- | ------------------- |
| 1.  | 21 de diciembre de 2024 | Temuco | Dura       | Camilo Ugo Carabelli | 6-4, 6-7(3), 7-6(2) |

### Dobles (3)
| N.º | Fecha               | Torneo        | Superficie    | Pareja           | Oponentes en la final               | Resultado           |
| --- | ------------------- | ------------- | ------------- | ---------------- | ----------------------------------- | ------------------- |
| 1.  | 8 de junio de 2024  | Santa Fe      | Tierra batida | Trey Hilderbrand | Ignacio Carou Facundo Mena          | 6-7(5), 6-2, [10-4] |
| 2.  | 15 de junio de 2024 | Lima          | Tierra batida | Trey Hilderbrand | Pedro Boscardin Dias Pedro Sakamoto | 7-5, 6-3            |
| 3.  | 22 de junio de 2024 | Santa Cruz II | Tierra batida | Trey Hilderbrand | Finn Reynolds Matías Soto           | 3-6, 6-3, [10-7]    |